# وزارة الزراعة (إثيوبيا)
وزارة الزراعة ( MoA ) هي الإدارة الحكومية الإثيوبية التي تشرف على سياسات التنمية الزراعية والريفية في إثيوبيا على المستوى الفيدرالي.

## التاريخ ونظرة عامة
تشمل صلاحيات وواجبات وزارة الزراعة ما يلي: الحفاظ على موارد الغابات والحياة البرية واستخدامها، والأمن الغذائي ، واستخدام المياه والري على نطاق صغير، ومراقبة الأحداث التي تؤثر على التنمية الزراعية ونظام الإنذار المبكر ، وتعزيز التنمية الزراعية، وإنشاء وتوفير الزراعة والريف. التدريب على التكنولوجيا. 
أنشئت وزارة الزراعة في 23 أغسطس/آب 1995 باعتماد الإعلان رقم 4-1995 الذي أنشأ أيضاً الوزارات الأربع عشرة الأصلية الأخرى في جمهورية إثيوبيا الديمقراطية الاتحادية .  وفي 13 يناير/كانون الثاني 2004 صدر الإعلان رقم 300/2004 بدمج هذه الوزارة مع وزارة التنمية الريفية. الوزير الحالي هو جيرما أمينتي (دكتوراه).

## أنظر أيضا
- الزراعة في إثيوبيا
- إعادة التوطين والقرى في إثيوبيا

## ملحوظات
1. ↑  Master, Web. "Ministry Solicits Additional Budget of $250m – (Addis) Fortune – The Largest English Weekly in Ethiopia!". Retrieved 2022-09-11. نسخة محفوظة 2024-03-25 على موقع واي باك مشين.
2. ↑  "H.E Ato Oumer Hussien Oba".  نسخة محفوظة 2024-05-04 على موقع واي باك مشين.
3. ↑  Federal Democratic Republic of Ethiopia, Environmental Protection Authority, The 3rd National Report on the Implementation of the UNCCD/NAP in Ethiopia نسخة محفوظة 2009-08-04 على موقع واي باك مشين. (Addis Ababa, 2004), p. 12
4. ↑  Text of the proclamation[وصلة مكسورة] (accessed 13 July 2010) نسخة محفوظة 2020-08-04 على موقع واي باك مشين.

## روابط خارجية
- موقع وزارة الزراعة
- بوابة الزراعة الإثيوبية ، وزارة الزراعة